# Chillicothe Township (Missouri)
Chillicothe Township est un ancien township, situé dans le comté de Livingston, dans le Missouri, aux États-Unis,.